# Илија Бабић (правник)
Илија Бабић (Грачаница, 15. август 1951) је српски правник и универзитетски професор, сада у пензији.

## Биографија[1]
Рођен је 15. августа 1951. у Грачаници, БиХ, где је завршио основну школу и гимназију. На Правном факултету Универзитета у Београду дипломирао је 1974, магистрирао 1981, а докторирао 1986. 
Обављао је функције: судије и председника Општинског суда у Грачаници, судије Управног суда БиХ, судије Врховног суда БиХ и судије Савезног суда СРЈ. У институту за упоредно право у Београду 1993. године биран је у звање научног сарадника. Полицијска академија у Београду бира га 1996. године у звање доцента на предмету Привредно право. На Правном факултету у Источном Сарајеву изабран је 1995. у звање доцента, а 1999. у звање ванредног професора на предметима Грађанско право (Општи део и стварно право) и Породично право.
За редовног професора Универзитета Сингидунум., изабран је 2006. на предметима Привредно право и Право Европске уније. Од 2007. био је професор на Факултету за европске правно политичке студије у Новом Саду Универзитета Сингидунум на којем је два мандата био декан. На овом факултету држао је наставу из свих предмета Грађанског права. На Правном факултету Универзитета у Бањој Луци биран је 2008. за редовног професора на предметима Грађанско право (Увод у грађанско право, Стварно право и Наследно право.). Држао је наставу из области Грађанског права на Привредној академији у Новом Саду и Суботици; Паневроспком универзитету АПЕИРОН – Факултет правних наука у Бањој Луци. Био је испитивач на правосудном испиту и скоро три деценије држао предавања на семинарима за полагање правосудног испита.
Године 2025. објавио је роман Тканица времена – прошло вијеме и даље постоји, Свет књиге, Београд 2025. Аутор је више од 200 научних и стручних радова из области Грађанског права и Привредног права, те рецензент бројних чланака и књига.
Члан је Матице српске, члан Стручне редакције Српске енциклопедије (за Државно уређење, право и политикологију), а од фебруара 2025. уредник ове редакције и писац бројних одредница. Уредник је области Облигационо право у Лексикону грађанског права, Номос, Београд 1996. Као главни и одговорни уредник уређивао је часопис Право и политику.